# 彭山站
彭山站是一个成昆线上的铁路车站，位于四川省眉山市彭山区凤鸣街道，目前为四等站，邮政编码为612760。目前客运：办理旅客乘降；行李、包裹托运；货运办理整车货物发到。本站为成都市、眉山市、乐山市及雅安市内唯一站内办理危险货物的铁路车站。
彭山站建于1958年，原址受到机械地按36分钟布点的理论影响规划位于彭山县城以南2.5千米。1964年成昆铁路复工时搬迁至现址，同时下行方向增设太和站:3，1965年通车。2016年6月20日，车站因成昆铁路成都至峨眉段扩能改造工程迁建而停办客运业务。扩能改造工程于2017年通车，而新彭山站于2019年4月20日启用。

## 车站结构

### 站房
彭山站目前使用的站房于2019年投入使用，面积3000平方米。售票处位于站房右侧，设有人工售(取)票窗口1个，自助售(取)票设备3台，应急备用售票窗口1个。进站口设有4条实名制验证通道及2条安检通道。

### 站场
彭山站设有7条股道（含2条正线），货场内设有4条股道。
| 货运线   | 成昆铁路货车                   |
| 3站台    | 成昆铁路往成都方向（青龙场站） |
| 岛式站台 |                                |
| 2站台    | 成昆铁路往成都方向（青龙场站） |
| 正线     | 成昆铁路 上行列车              |
| 正线     | 成昆铁路 下行列车              |
| 到发线   | 成昆铁路 列车                  |
| 1站台    | 成昆铁路往昆明方向（太和站）   |
| 侧式站台 |                                |

## 車站周邊
- 彭山区凤鸣镇卫生院
- 峨眉铁路医院彭山分院
- 中国电信彭山区紫薇路电信营业厅
- 彭山区农业局矛盾纠纷大调解中心
- 中国人民银行彭山区支行
- 彭山区城区国税局